# Mołstowo (Brojce)
Mołstowo (deutsch Molstow) ist ein Dorf in der polnischen Woiwodschaft Westpommern. Es ist der Landgemeinde Brojce (Broitz) im Powiat Gryficki (Greifenberger Kreis) zugeordnet.

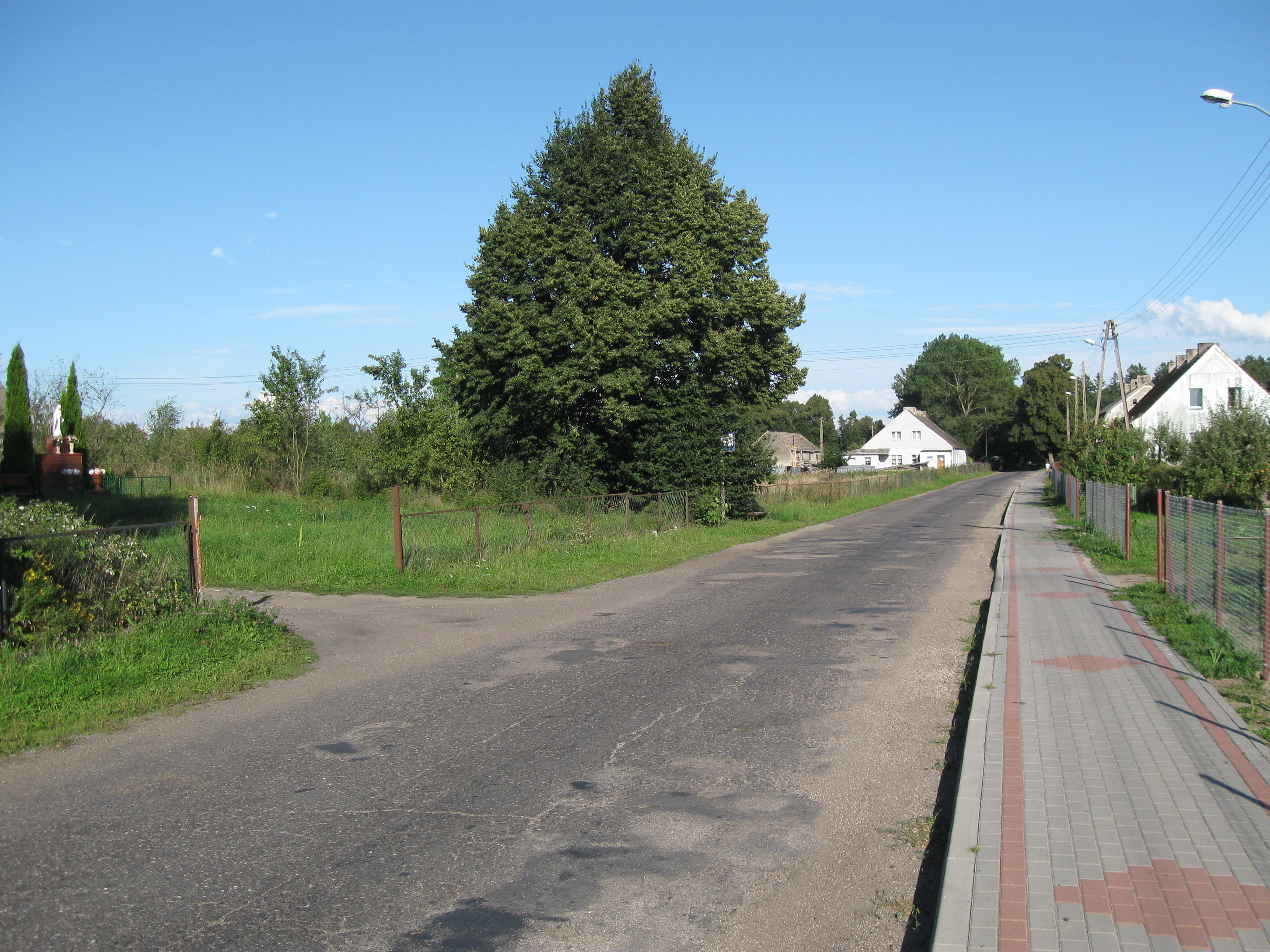
Häuser an der durch die Ortschaft führenden Landstraße

## Geographische Lage
Die Ortschaft liegt am linken Ufer der Molstow zwischen den Dörfern Bielikowo (Behlkow) und Dargosław (Dargislaff), etwa vier Kilometer nördlich von Brojce (Broitz), sechs Kilometer südsüdöstlich von Trzebiatów (Treptow a. d. Rega) und 13 Kilometer nordöstlich von Gryfice (Greifenberg i. Pom.).

## Geschichte
Molstow gehörte wie Dargislaff, Schwedt und einige andere alte Wachholzsche Lehen zu den Ortschaften, die sich noch um die Mitte des 15. Jahrhunderts im Besitz des Klosters Belbuck befunden hatten und die Jobst Wachholz 1467 im Tausch gegen die sogenannten Wachholzhagenschen Güter von dem Abt des Klosters, Nikolaus von Winterfeld, erhalten hatte.  Die beiden Wachholtzschen Lehen Molstow und Groß-Jarchow kamen nach dem Tod des Hauptmanns Jakob Ewald v. Wachholtz an dessen Söhne, George Wilhelm und Ewald Christoph, die sie eine Zeit lang ungeteilt besaßen. Nach dem Tod des ersteren der beiden Brüder war Ewald Christoph von Wachholtz nach dem Vergleich vom am 6. Januar 1775 mit seinen drei Schwestern, zu dem Zeitpunkt Leutnant beim Hackeschen Infanterieregiment, alleiniger Besitzer.
Seit 1776 war der Gutsbesitzer mit 2900 Talern an königlichen Fördergeldern subventioniert worden – zu einem unablösbaren Jahreszins von 58 Talern, der später auf 28 Taler und 20 Silbergroschen reduziert wurde –, um wüste und sumpfiges Gelände urbar machen zu können. Es entstand so die Schäferei Carolinenhof mit zwei Kossäten und vier Büdnerfamilien. Nach 1780 gab es im Gutsbezirk Molstow zwei Vorwerke, darunter die Schäferei, fünf Bauern und einen Schulmeister.
Ewald Christoph v. Wachholtz verkaufte das Gut Molstow, mit Ausnahme des Bauernhofs in Schwedt, der ebenfalls zum Gutsbezirk gehörte, an Mathias Julius von Laurens. Letzterer verkaufte es 1811 an Friedrich Wilhelm Neste, der 1854 verstarb und es seiner Witwe als Alleinerbin hinterließ. Im Rahmen der Regulierung der gutsherrlichen und bäuerlichen Verhältnisse im ersten Viertel des 19. Jahrhunderts wurden die fünf zugehörigen Bauernhöfe größtenteils vom Gutsbesitzer aufgekauft und dem Gutsberzirk einverleibt. 1869 befand sich das Gut im Besitz von Carl Freiherr v. Blittersdorf, der dort seinen festen Wohnsitz hatte.
Zum Ende des Zweiten Weltkriegs wurde die Region von der Roten Armee erobert und anschließend – wie ganz Hinterpommern – unter polnische Verwaltung gestellt. Soweit sie nicht bereits geflohen war, wurde die deutsche Bevölkerung von Molstow ab 1946 von nach Kriegsende zugewanderten polnischen Milizionären vertrieben. Der deutsche Gutsbezirk Molstow wurde in Mołstowo umbenannt.

### Demographie
| Jahr | Einwohnerzahl | Anmerkungen                                                 |
| ---- | ------------- | ----------------------------------------------------------- |
| 1822 | 86            | einschließlich des Vorwerks Carolinenthal mit 29 Einwohnern |
| 1867 | 190           | am 3. Dezember                                              |
| 1871 | 211           | am 1. Dezember                                              |
| 2018 | ca. 120       |                                                             |

### Kirchspiel
Die Bevölkerung von Molstow  war bis 1946  evangelisch und  in die Kirche von Behlkow eingepfarrt,  die zur Synode Treptow gehörte.

## Söhne und Töchter des Ortes
- Rita von Gaudecker, geborene von Blittersdorf (1879–1968), deutsche Schriftstellerin